# Hypenetes sturmias
Hypenetes sturmias là một loài ruồi trong họ Asilidae. Hypenetes sturmias được Oldroyd miêu tả năm 1974. Loài này phân bố ở vùng nhiệt đới châu Phi.